# TV12
TV12 är en svensk TV-kanal som ägs av TV4 Media. Kanalen började sina sändningar den 29 mars 2014 med långfilmen Rocky som premiärprogram , samtidigt som TV4 Sport Xtra lades ned. Kanalens inriktning är livsstil och sport, med livsstilsprogram på vardagarna och sport på helgerna. På kvällarna visas långfilmer. Målgruppen är både män och kvinnor.
Den 5 januari 2016 gjorde kanalen ett nytt tittarrekord. 952 000 tittare såg när Sverige spelade mot Finland i junior-VM-semifinalen i ishockey.

## Program
Ett urval av kanalens program:

### Egenproducerade
- Framgång i sikte
- Ride

### Inköpta
- Extreme makeover - weight loss edition
- How clean is your house
- Mysterious girl
- Tiobio